# Menzies Campbell
Walter Menzies Campbell, född 22 maj 1941 i Glasgow, är en skotsk advokat och ledamot av det brittiska underhuset (liberaldemokrat) för valkretsen North East Fife i Skottland. Mellan 2 mars 2006 och 15 oktober 2007 var han även Liberaldemokraternas partiledare. 
Det skotska namnet Menzies uttalas mingis [ˈmɪŋɨs] – z är ett substitut för det föråldrade skrivtecknet yogh, ty namnet skrevs en gång i tiden ”Minȝies” . Menzies Campbell brukar kallas ”Ming”.
Campbell studerade juridik vid University of Glasgow. Han har varit löpare och tävlade i OS 1964 i Tokyo. Mellan 1967 och 1974 hade han det brittiska rekordet i löpning 100 meter.
Han blev ordförande för de skotska liberalerna 1975, och kandiderade i flera parlamentsval mellan 1974 och 1983, tills han slutligen blev invald för North East Fife 1987.  Han utsågs till talesman för Liberaldemokraterna i utrikespolitik och försvarspolitik 1992, och när partiet 1997 bildade ett eget  skuggkabinett blev han så kallad skuggutrikesminister.
Sedan oktober 2003 har han också varit vice partiledare, och när partiledaren Charles Kennedy var sjuk ombads han av partiet att agera ställföreträdande partiledare, men avböjde. Efter Kennedys avgång 7 januari 2006 blev Campbell tillförordnad partiledare i väntan på ett kommande partiledarval, i vilket val han segrade den 2 mars. Han blev adlad 2003 för sina ”tjänster i parlamentet”.